# Павленко Андрій Олексійович
Андрі́й Олексі́йович Павле́нко (13 листопада 1984 — 7 грудня 2017) — прапорщик Збройних сил України, учасник російсько-української війни.

## Життєпис
Народився 1984 року в смт Новотроїцьке (Новотроїцький район, Херсонська область). Зростав із двоюрідним братом, їх виховували рідні дядько та тітка. В дитинстві у нього була астма, тому Андрій бігав — потроху, потім все більше, завдяки чому відступила хвороба. В Новотроїцькому закінчив 11 класів школи, у листопаді 2002 року призваний на строкову службу, під час якої підписав контракт; служив у ВВ МВС на посаді стрільця. Закінчив школу прапорщиків у навчальному центрі в Золочеві; призначений начальником варти. Під час служби зустрів дівчину, в яку закохався та, звільнившись 2007 року з служби, переїхав до Аулів, де з нею розписався, а через рік одружився. Мешкав у смт Аули (Криничанський район, Дніпропетровська область). Для молодшої сестри дружини став домашнім тренером — вчив бігати на великі відстані. Працював у приватній охоронній компанії «Крок».
Добровольцем пішов на фронт у жовтні 2014 року, до серпня 2015-го служив у 3-му взводі 3-ї роти батальйону МВС «Київ-1». Червнем 2016 року уклав контракт із ЗСУ; прапорщик, командир БМП — головний сержант 3-го парашутно-десантного взводу 1-ї парашутно-десантної роти 1-го батальйону 25-ї бригади. Належав до експериментального підрозділу ДШВ «Марусині ведмеді», очолюваного Марусею Звіробій. Згодом сам готував бійців підрозділу.
7 грудня 2017 року загинув від смертельного кульового поранення в голову — під час обстрілу позицій поблизу Авдіївки, ще один військовик зазнав поранення.
9 грудня 2017-го похований на цвинтарі Аулів — на алеї Героїв.
Без Андрія лишились дружина та двоє дітей — донька 2012 р.н. й син 2015 р.н.

## Нагороди та вшанування
- Указом Президента України № 42/2018 від 26 лютого 2018 року «за особисту мужність і самовіддані дії, виявлені у захисті державного суверенітету та територіальної цілісності України, зразкового виконання військового обов'язку» — нагороджений орденом «За мужність» III ступеня[1].
- Вшановується в меморіальному комплексі «Зала пам'яті», в щоденному ранковому церемоніалі 7 грудня[2][3].